# Matrimonio indù

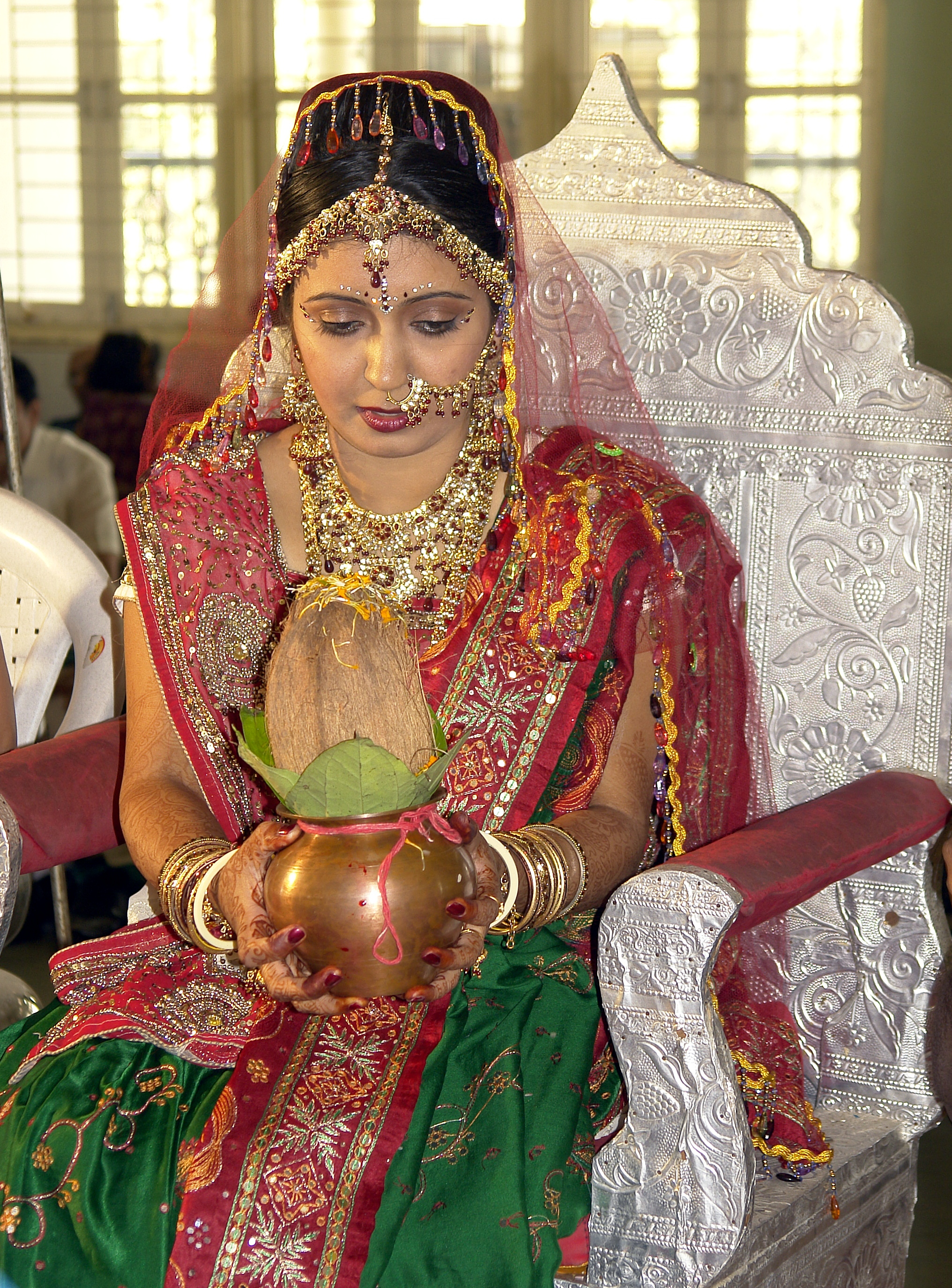
Una sposa indù abbigliata per il suo matrimonio.

Il matrimonio indù si chiama Vivaha (in lingua sanscrita विवाह) e la cerimonia nuziale vivaah sanskar nell'India del nord e kalyanam (generalmente) nel sud dell'India. Gli induisti attribuiscono molta importanza al matrimonio. Le cerimonie sono molto colorate e le celebrazioni possono durare anche diversi giorni. Le case dello sposo e della sposa - ingresso, porte, pareti, pavimenti, tetto - sono talvolta decorate con palloncini colorati e altre decorazioni.
I rituali e lo svolgimento di un matrimonio indù possono variare notevolmente. Tuttavia, ci sono alcuni riti fondamentali comuni - Kanyadaan, Panigrahana e Saptapadi, che sono rispettivamente, addio alla figlia da parte del padre, tenere volontariamente la mano vicino al fuoco a significare l'unione e fare sette giri e ad ognuno di essi una promessa vicendevole prima di raggiungere il fuoco. La cerimonia del matrimonio indù, nel suo nucleo, è essenzialmente un rituale yajña vedica. Il testimone principale di un matrimonio indù è il dio fuoco (o il fuoco sacro) Agni, alla presenza di familiari e amici. La cerimonia è tradizionalmente del tutto, o almeno in parte, in sanscrito considerato dagli indù come la lingua delle cerimonie sacre. Viene comunque normalmente usata anche la lingua locale della sposa e dello sposo. Questi rituali sono prescritti nel Gruhya sutra composto da vari Rishi: come Baudhāyana e Ashvalayana.
I rituali e le celebrazioni pre-matrimonio e post-matrimonio variano da regione a regione, secondo le preferenze o le risorse dello sposo, della sposa e delle loro famiglie. Essi possono durare da uno a più giorni. Le cerimonie pre-matrimonio includono il fidanzamento (vagdana o fidanzamento e lagna-Patra o dichiarazione scritta), e l'arrivo del seguito dello sposo alla residenza della sposa, spesso sotto forma di corteo con danze e musica. Le cerimonie di post-matrimonio possono includere Abhishek, Anna Prashashan, Aashirvadah e Grihapravesa, l'accoglienza della sposa nella sua nuova casa. Il matrimonio segna l'inizio della fase Grihastha (padrone di casa) nella vita della nuova coppia.
In India, per legge e tradizione, nessun matrimonio indù è vincolante se non completato dal rituale dei sette giri e dai voti in presenza del fuoco (Saptapadi) con la sposa e lo sposo insieme. Questa prescrizione comunque è molto discussa.
Un matrimonio indù è regionalmente chiamato Thirumanam o kalyaanam(lingua tamil:திருமணம்-கல்யாணம்), Vivaham o kalyaanam(lingua malayalam:വിവാഹം - കല്യാണം), vivaha (lingua hindi: विवाह), (lingua bengali : বিবাহ), (lingua kannada: ಮದುವೆ (Maduve)), (lingua telugu: పెళ్లి (pelli), మనువు (manuvu), వివాహం (vivaaham), కళ్యాణం (kalyaanam)).

## Otto forme diverse di matrimonio indù

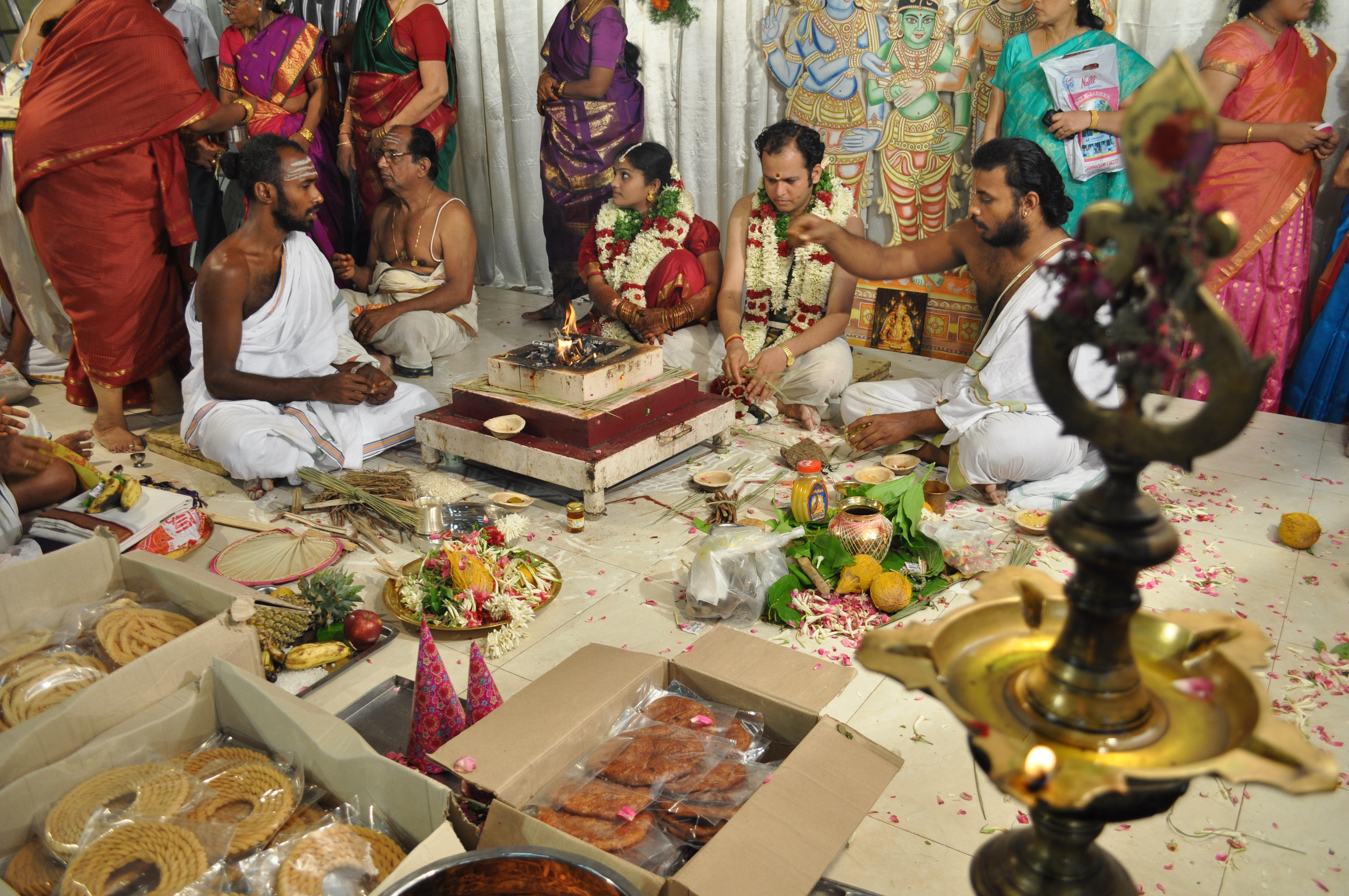
Ceriminia di matrimonio indù.

L'antica letteratura indù come Asvalayana Grhyasutra e Atharvaveda, identifica otto forme diverse di matrimonio. Queste sono:
- matrimonio Brahma - è considerata l'unione religiosa più appropriata, dove il padre della sposa trova un uomo istruito e gli propone il matrimonio con sua figlia. Lo sposo, la sposa e le famiglie accettano volentieri la proposta. Le due famiglie e i parenti si incontrano, la ragazza è cerimoniosamente abbigliata, il padre dona la mano di sua figlia allo sposo e viene realizzato un matrimonio vedico. Questo tipo di matrimonio è ora il più diffuso tra gli indù nell'India moderna.[5]
- matrimonio Daiva - in questo tipo di matrimonio, il padre dà la figlia ad un prete come dono sacrificale. Questa forma di matrimonio si è verificata in tempi antichi, quando i sacrifici yajña erano prevalenti.
- matrimonio Arsha - in questo tipo di matrimonio, lo sposo dà una mucca e un toro al padre della sposa e il padre la figlia in matrimonio. Lo sposo fa voto di adempiere all'obbligo di sostentamento della sposa e della famiglia (Grihasthashram).
- matrimonio Prajapatya - in questo tipo di matrimonio, una coppia accetta di sposarsi attraverso lo scambio di alcuni mantra in sanscrito (i voti di ognuno dei confronti dell'altro). Questa forma di matrimonio è simile a una cerimonia civile.

I suddetti quattro tipi di matrimonio sono sempre stati considerati matrimoni prashasta (corretti, religiosamente appropriati sotto l'induismo), dal momento che contengono i voti delle scritture vedica, in cui entrambi gli sposi si impegnano a vicenda a condividere le responsabilità della loro famiglia. Gli altri quattro sono stati considerati aprashasta (inappropriati), dal momento che non seguono alcun rituale vedico ne i voti. Tra quelli inappropriati, due forme accettabili di matrimonio sono:
- matrimonio Gandharva - in questo tipo di matrimonio, la coppia vive insieme semplicemente per amore, di comune accordo, consumando il loro rapporto in maniera consensuale. Questo viene inserito nel matrimonio senza cerimonie religiose ed è simile al concetto occidentale di matrimonio civile. Il Kamasutra e il Rishi Kanva - il padre putativo del Shakuntala - nel Mahābhārata, dichiarano questo tipo di matrimonio come quello ideale.[3][9]
- matrimonio Asura - in questo tipo di matrimonio, lo sposo offre una dote al padre della sposa ed entrambi accettano la dote mentre lo sposo riceve la sposa in cambio. Questo equivale a vendere la figlia. Questo matrimonio è considerato inappropriato dagli indù Smriti perché l'avidità non è considerata il meglio per una ragazza e può danneggiare il processo di selezione.[3]

Gli ultimi due matrimoni non sono solo inappropriati, ma religiosamente proibiti (i bambini, comunque, nati da questo tipo di matrimonio proibito, vengono tuttavia considerati legittimi)
- matrimonio Rakshasa - quando lo sposo rapisce con la forza la ragazza contro la sua volontà e quella della sua famiglia. Il termine Rakshasa significa diavolo.
- matrimonio Paishacha - quando l'uomo prende una donna non senziente, drogata, ubriaca o incosciente.

James Lochtefeld trova che le ultime due forme di matrimonio, ancorché proibite, erano riconosciute nelle antiche società indù, per non incoraggiare questi atti, ma per proteggere la donna e per fornire ai bambini una qualsiasi tutela giuridica nella società.

## Rituali principali
Non esiste un unico matrimonio indù. Sono previste varianti regionali e una notevole flessibilità nei rituali. Le variazioni possono essere basate su tradizioni familiari, locali, risorse delle famiglie e altri fattori. Alcuni dei riti principali sono leggermente diversi ed eseguiti in modi diversi nelle tante regioni del paese.
Ci sono alcuni rituali chiave comuni in una cerimonia di matrimonio indù e sono:
- Kanyadaan - la concessione della figlia da parte del padre della sposa
- Panigrahana - un rituale in presenza del fuoco, dove lo sposo prende la mano della sposa, come segno della loro unione
- Saptapadi - è il rito più importante. Si chiama il rituale dei sette giri, in cui ogni giro corrisponde a un voto che lo sposo fa alla sposa e questa a sua volta ricambia. I voti sono pronunciati in sanscrito in forma lunga o breve e più veloce, a volte anche nella lingua dello sposo e della sposa. In molti matrimoni, il rito Saptapadi viene eseguito vicino ad un fuoco e dopo ciascuno dei sette giuramenti, dell'uno nei confronti dell'altro, lo sposo e la sposa eseguono il rito del agnipradakshinam - un giro a piedi intorno al fuoco con una terminazione dei loro abiti legata insieme. Di solito lo sposo conduce la sposa nella camminata.[12] Il fuoco è una forma di yajna nel rituale vedico del fuoco dove è la testimonianza divina (del matrimonio).[6] Dopo il Saptapadi, la coppia viene considerata come marito e moglie.

### Kanyadaan

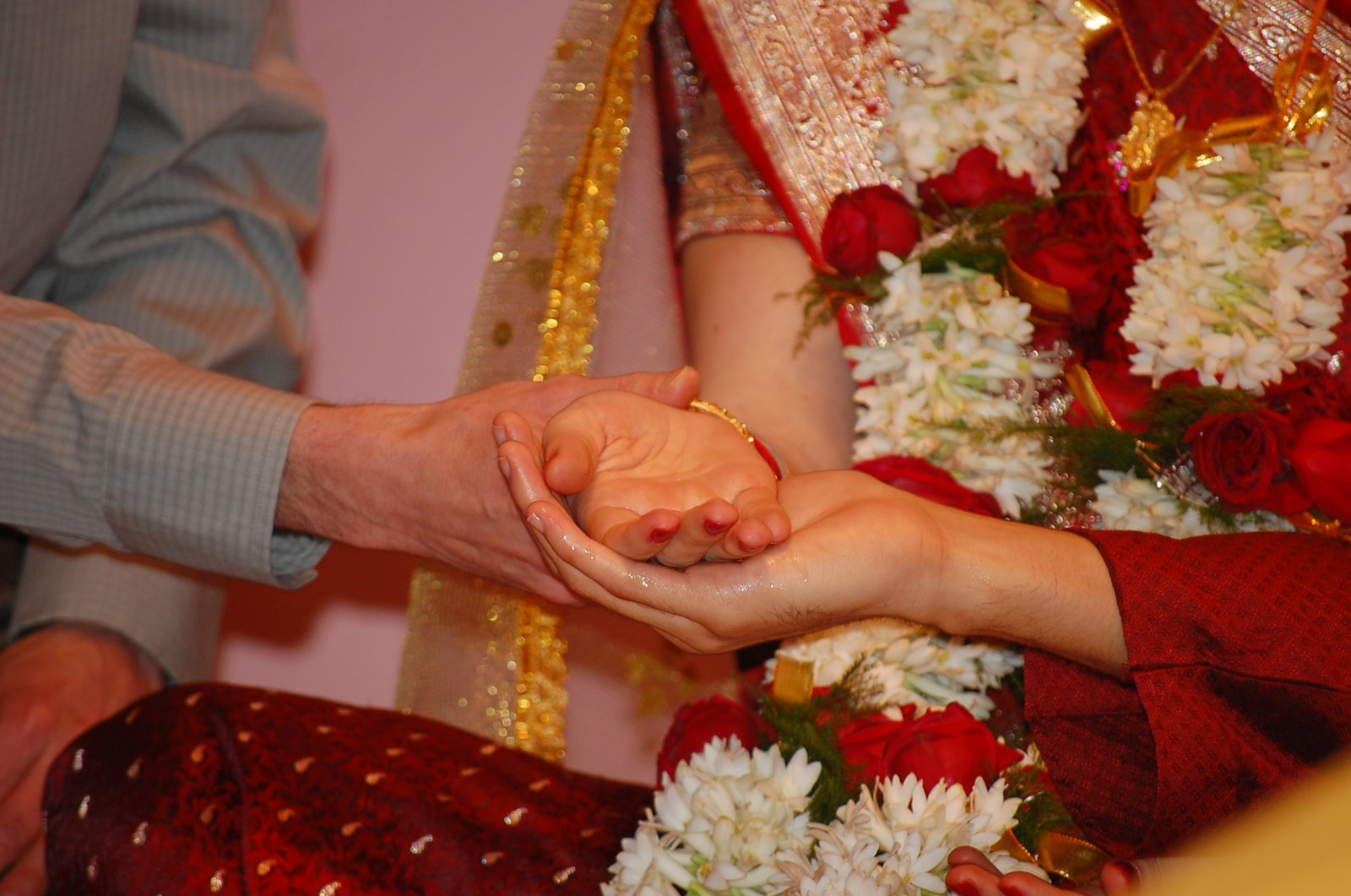
Kanyadaan- un rituale chiave dove il padre dona la figlia allo sposo. In questa foto, la mano del padre si trova sulla sinistra e gli sposi sono a destra.

La cerimonia Kanyadaan è eseguita dal padre. Se il padre è morto, viene scelto un tutore della sposa che esegue il rituale. Il padre porta la figlia e poi mette una mano della sposa in quella dello sposo. Questo segna l'inizio della cerimonia. Lo sposo ha accettato la mano della sposa, mentre viene recitato il kamasukta (inno all'amore), in presenza del padre, della sposa e dello sposo. I versi del Kamasukta sono:
Chi ha offerto questa ragazza, a chi è stata offerta?
Kama (dio dell'amore) me l'ha data, affinché io la ami
C'è amore nel donatore e in chi accetta il dono
Inserisci la sposa in un oceano d'amore
Con amore io ricevo te
Possa rimanere tua, tua o dio dell'amore
In verità, tu sei la prosperità
Possa il cielo concederti e la terra riceverti
Dopo la recita di questo rituale, il padre chiede allo sposo di non fallire nella sua ricerca di Dharma (vita morale e legale), Artha (ricchezza) e Kama (amore). Lo sposo promette al padre della sposa che non fallirà mai nella sua ricerca. Lo sposo ripete la promessa tre volte.
La promessa dello sposo al padre della sposa segna la fine del kanyadaan, il rituale delle nozze indù.

### Panigrahana

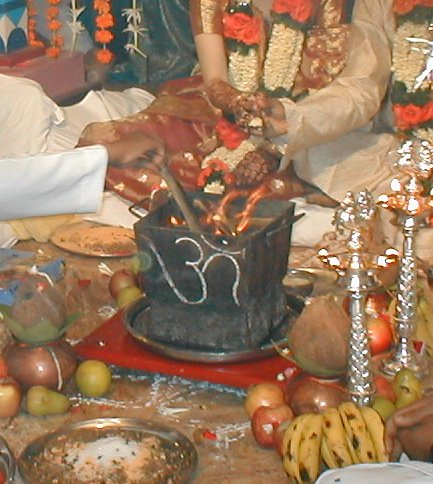
Un yajna durante un matrimonio indù.

Il rituale del Panigrahana viene dopo il Kanyadana. A volte, questo rituale è preceduto dal rito Vivaha-Homa, in cui un fuoco simbolico viene illuminato dallo sposo per segnare l'inizio di una nuova famiglia.
Il Panigrahana è il rituale del tenersi per mano come simbolo della loro prossima unione matrimoniale e lo sposo annuncia la sua accettazione di responsabilità a quattro divinità: Bhaga per la ricchezza, Aryama per il cielo/via lattea, Savita per lo splendore/inizio e Purandhi per la saggezza. Lo sposo guarda a ovest, mentre la sposa siede di fronte a lui con la faccia rivolta ad est; egli prende la sua mano mentre recitano i mantra vedici:
Prendo la tua mano nella mia, anelito di felicità
Ti chiedo, di vivere con me, come tuo marito
Fino alla nostra vecchiaia
Sappi, come dichiaro, che gli dei
Bhaga, Aryama, Savita e Purandhi, mi hanno concesso te
Che io possa adempiere con te al mio Dharma di padrone di casa
Questo sono io, questa sei tu
Io Sāman, tu Ŗc
Io il cielo, tu la terra
Nelle nozze celebrate in Gujarat questo atto si chiama Hast-Milap (letteralmente, incontro delle mani). L'intera cerimonia veniva celebrata in un tempo di buon auspicio ("Mauhurat") per questo atto e pochi decenni fa, l'invito di nozze non indicava nemmeno l'epoca in cui si sarebbe verificato questo evento.

### Saptapadi – forma breve

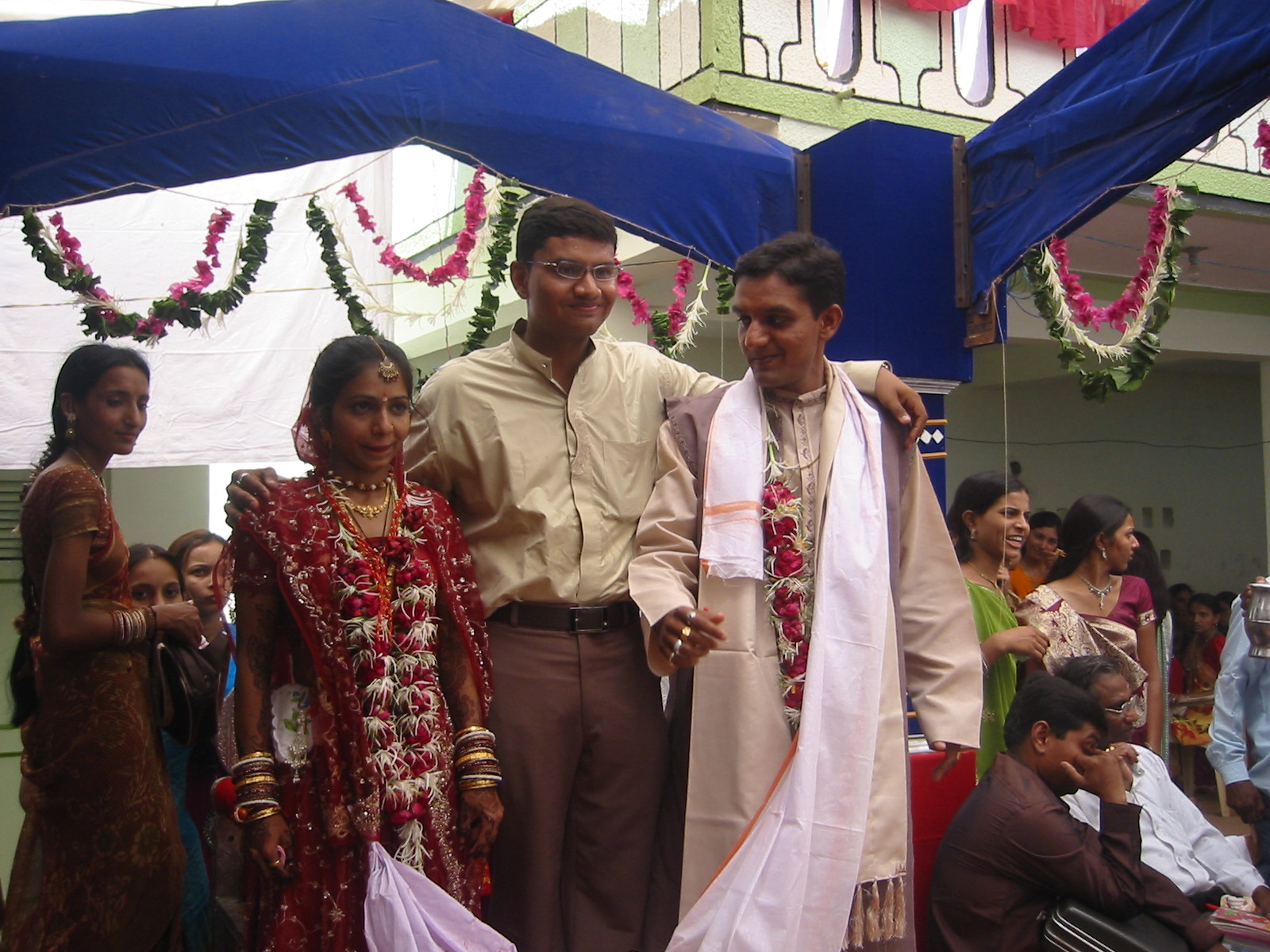
Una coppia indù in una cerimonia post-matrimoniale, dopo il Saptapadi. Gli abiti legati, rappresentano il legame per tutta la vita formalizzato durante le sette promesse rituali con il fuoco come testimone.

Saptapadi (sanscrito per sette giri), è il rituale più importante del matrimonio vedico indù e rappresenta la parte legale del matrimonio. Talvolta chiamato Saat Phere (sette giri), la coppia gira per sette volte intorno al sacro fuoco (Agni), che è considerato un testimone dei voti fatti dagli sposi. In alcune regioni, un capo di abbigliamento indossato dalla sposa e dallo sposo sono legati insieme per questa cerimonia. Altrove, lo sposo tiene la mano destra della sposa nella sua mano destra. Ogni giro intorno al fuoco consacrato è guidato alternativamente dalla sposa o dallo sposo, variando di comunità e regione. Di solito, la sposa conduce lo sposo nel primo giro. In India del nord, i primi sei giri sono guidati dalla sposa e quello finale dallo sposo. Ad ogni giro, la coppia fa un voto specifico per stabilire alcuni aspetti di un rapporto felice.
In alcuni matrimoni dell'India meridionale, dopo che ognuno degli sposi ha recitato un mantra in ciascuno dei sette giri, la coppia insieme dice queste parole:
"Ora facciamo un voto assieme. Condividiamo l'amore, il cibo, il vigore e i gusti. Saremo una sola mente, osserveremo i voti assieme. Faremo Sāmaveda, tu il Rigveda, io sarò il mondo superiore, tu la terra; io sarò Sukhilam, tu la detentrice - insieme vivremo e genereremo dei figli, ed altre ricchezze; vieni o bella ragazza!"

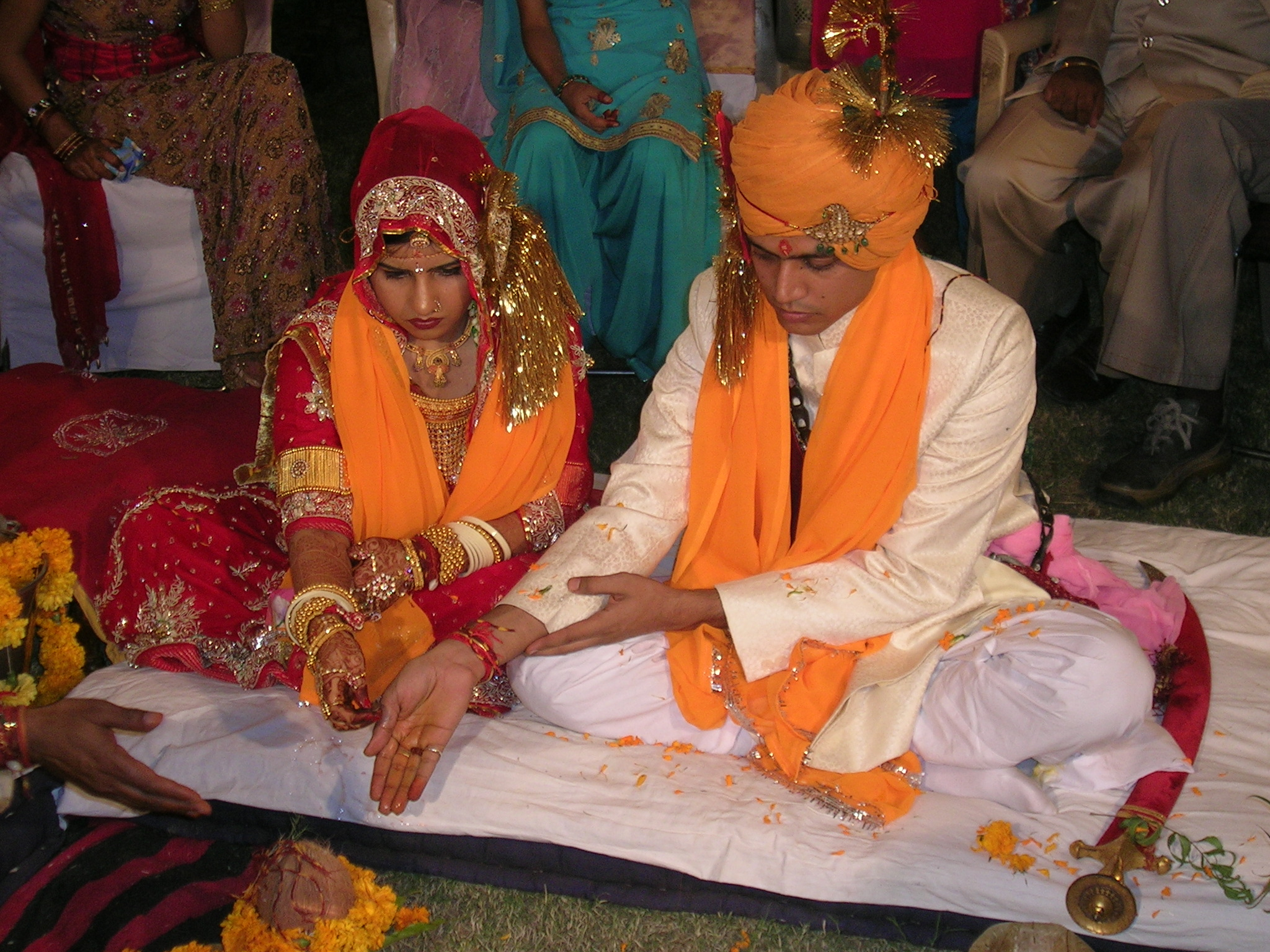
Cerimoniale dell'offerta in un matrimonio indù.

Nel matrimonio dell'India del nord, la sposa e lo sposo dicono le seguenti parole dopo aver completato i sette giri:
"Abbiamo fatto i sette giri. Tu sei diventata/o mia/o per sempre. Si, noi siamo coniugi. Io sono diventato/a tuo/a. D'ora in avanti, non potrò vivere senza di te. Non vivere senza di me. Cerchiamo di condividere le gioie. Siamo parola e significato, uniti. Tu pensi e io sono il suono. Che la notte sia miele dolce per noi. Che la mattina sia miele dolce per noi. Che la terra sia miele dolce per noi. Possano i cieli essere dolci come il miele, per noi. Possano le piante essere dolci come il miele, per noi. Possa il sole essere tutto di miele, per noi. Possano le mucche produrci del latte dolce come il miele. Come i cieli sono stabili, come la terra è stabile, come le montagne sono stabili, come l'intero universo è stabile, così possa essere la nostra unione, definitivamente."

### Saptapadi – formula lunga
La formula lunga del rituale del matrimonio, Saptapadi, inizia con la prefazione annunciata dal sacerdote e, successivamente, è seguita da una serie di voti che lo sposo e la sposa fanno l'un l'altra. Il testo è quello che segue:
Prefazione del sacerdote: Il mondo degli uomini e delle donne, uniti nel vincolo del matrimonio di Saptapadi, promuove ulteriormente la gioia della vita e insieme la ascolta in trionfo
Primo giro - voto dello sposo: Oh!, tu che alimenti il cibo che sostiene la vita, nutri i miei visitatori, amici, genitori e prole con cibo e bevande. O! bella signora, io, come forma di Vishnu, faccio questo primo giro con te per il cibo.
Primo giro - voto della sposa: Sì, qualunque cibo si guadagna con il duro lavoro, voglio salvaguardarlo, prepararlo per nutrire te. Prometto di rispettare i tuoi desideri, e nutrire i tuoi amici e la tua famiglia.
Secondo giro - voto dello sposo: Oh!, signora riflessiva e bella, con una casa ben gestita, con la purezza di comportamento e di pensiero, che permettono di essere forti, energici e felici. Oh! bella signora, io, come Vishnu, inizio questo secondo giro con te per la forza del corpo, il carattere e l'essere.
Secondo giro - voto della sposa: Sì, voglio gestire la casa secondo la mia capacità e la ragione. Insieme, lo prometto, per mantenere la casa in buona salute, con forza ed energia.
Terzo giro - voto dello sposo: Oh!, signora abile e bella, prometto di dedicarmi a guadagnarmi da vivere con mezzi leciti, per discutere e permetterti di gestire e preservare la nostra ricchezza. Oh! cara signora, io, sotto forma di Vishnu, faccio questo terzo giro con te per prosperare così nella nostra ricchezza.
Terzo giro - voto della sposa: Sì, mi unisco a te nel gestire il nostro reddito e le spese. Prometto di cercare il tuo consenso, nel gestire la nostra ricchezza, faticosamente guadagnata, per sostenere e far crescere la nostra famiglia.
Quarto giro - voto dello sposo: Oh!, cara signora, mi impegno a fidarmi delle tue decisioni e delle tue scelte riguardo alla famiglia. Prometto di dedicarmi ad aiutare la nostra comunità a prosperare e alle questioni esterne alla casa. Questo ci porterà rispetto. Oh! mia signora, io, come Vishnu, faccio questo quarto giro con te per partecipare al nostro mondo.
Quarto giro - voto della sposa: Sì, mi impegno a cercare di fare il meglio per noi, anticipare e fornire le cose necessarie per la vita e per la felicità della nostra famiglia.
Quinto giro - voto dello sposo: Oh!, signora abile e di puri pensieri, prometto di consultarmi con te e impegnarmi nel fortificare le nostre mucche, la nostra agricoltura e la nostra fonte di reddito. Prometto di contribuire al nostro paese. Si deve vincere nel futuro. Oh! mia abile signora, io, nella forma di Vishnu, faccio questo quinto giro con te per far crescere insieme la nostra azienda agricola e il bestiame.
Quinto giro - voto della sposa: Sì, prometto di partecipare e proteggere il bestiame, la nostra agricoltura e l'azienda. Essi sono fonte di yogurt, latte, burro e di reddito, tutte cose utili alla nostra famiglia e necessarie per la nostra felicità.
Sesto giro - voto dello sposo: Oh!, bella signora, io cercherò solo te, per amarti, avere figli, far crescere la famiglia e per sperimentare tutte le stagioni della vita. Oh! mia bella signora, io, come Vishnu, faccio questo sesto giro con te per sperimentare ogni stagione della vita.
Sesto giro - voto della sposa: Mi sento unita a te, con il tuo consenso, sarò il mezzo del tuo godimento di tutti i sensi. Attraverso le stagioni della vita, ti terrò nel mio cuore. Ti adorerò e cercherò di completarti.
Settimo giro - voto dello sposo: Oh amica!, permettimi di fare questo settimo giro insieme, questa promessa, il nostro Saptapad-amicizia. Ti prego di essere mia moglie per sempre.
Settimo giro - voto della sposa: Sì, oggi ho guadagnato te, ho ottenuto il più alto grado di amicizia con te. Ricorderò i voti che abbiamo appena fatto e ti adorerò per sempre sinceramente con tutto il cuore.
Dopo il settimo giro, i due diventano marito e moglie.

## Altri rituali

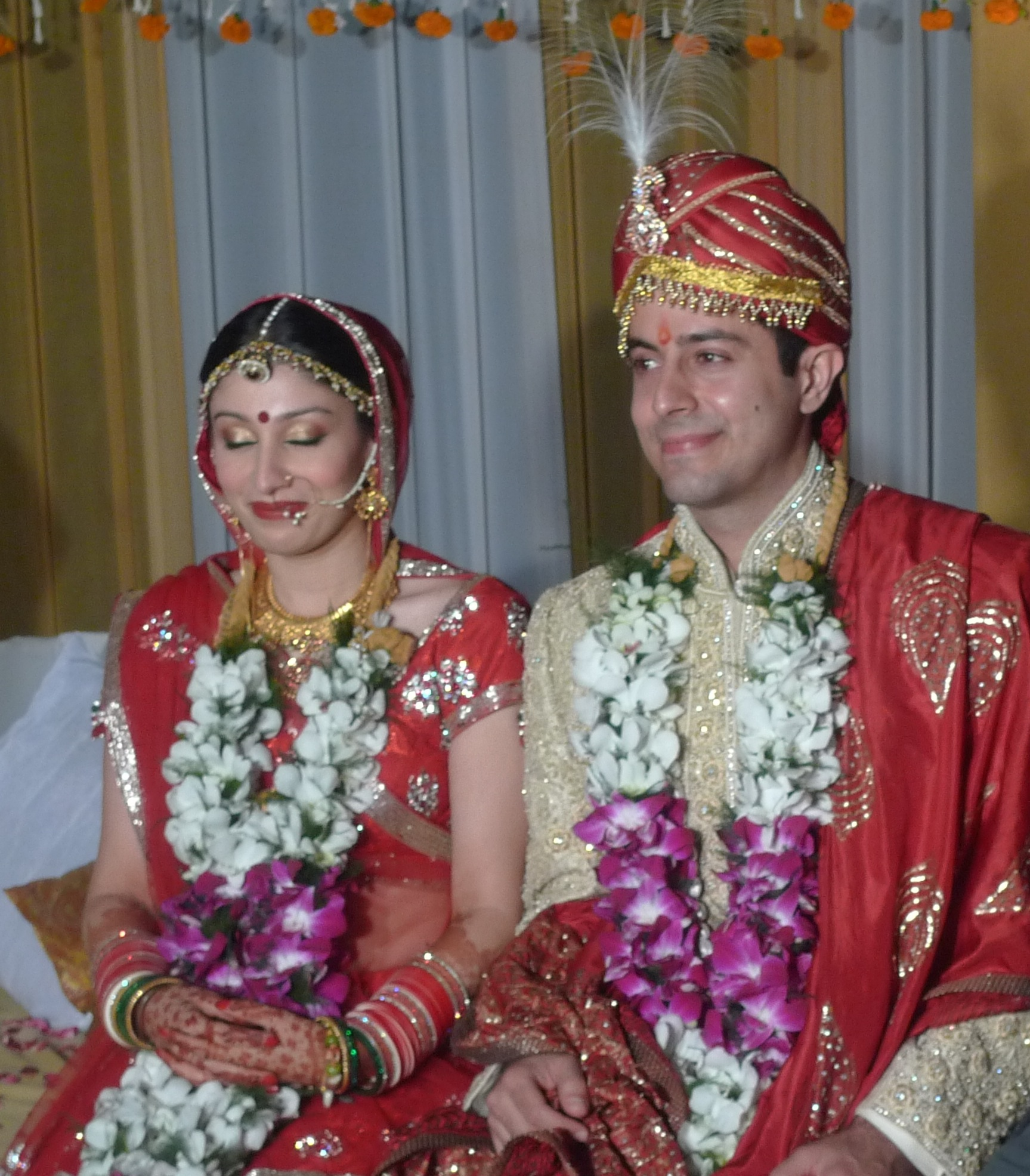
Matrimonio indù - la sposa e lo sposo sono abbiggliati in maniera tradizionale.

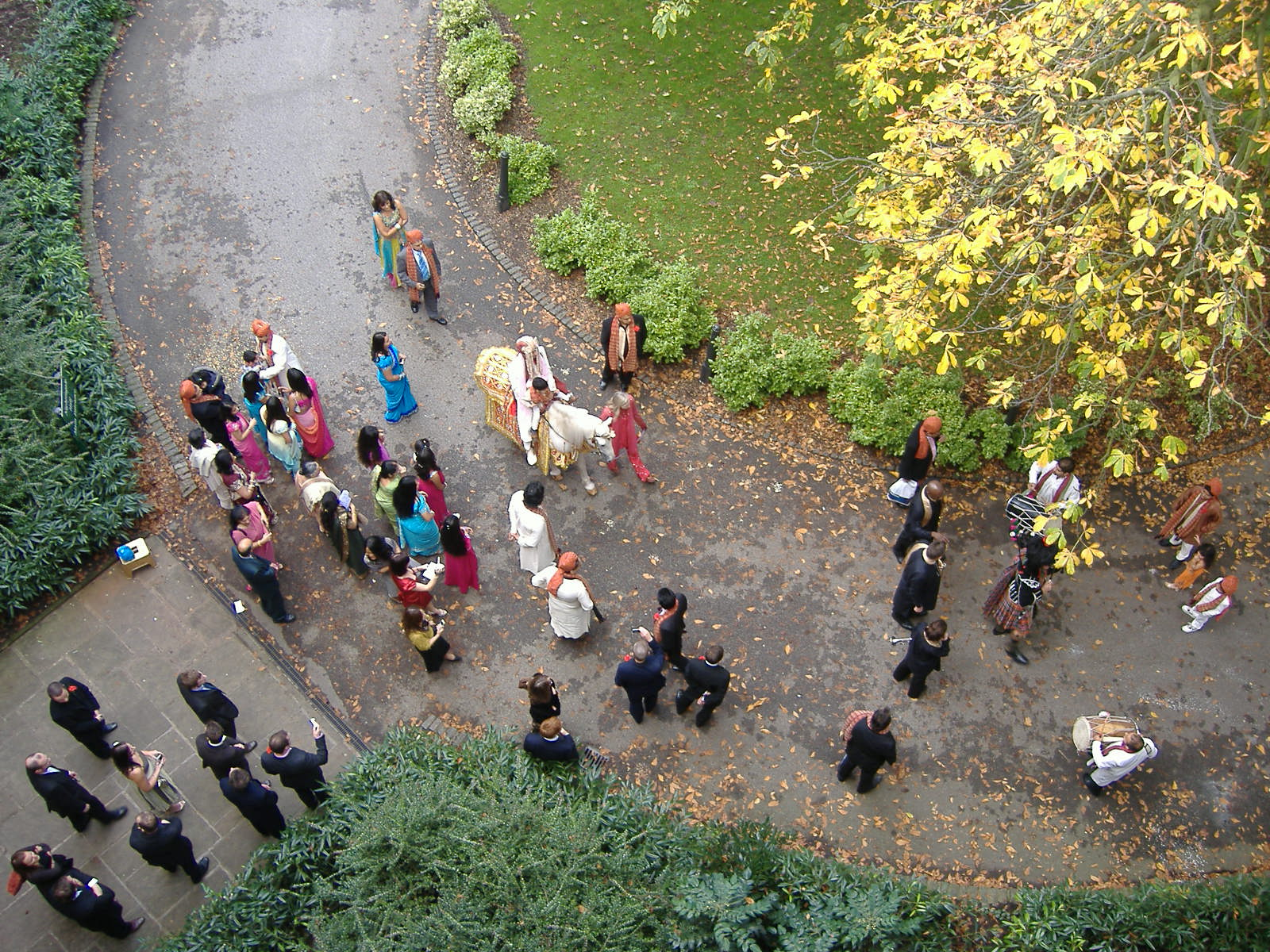
Alcuni matrimoni indiani all'estero, mantengono simbolicamente alcune delle usanze indiane. Sopra, l'arrivo simbolico dello sposo su un cavallo (Baraat), a Nottingham, in Inghilterra. Di fronte vi è la banda.

Molti matrimoni iniziano con il Milne (incontro) e lo Swagatam (cerimonia di benvenuto). Questo rituale avviene quando il Baraat (corteo dei parenti dello sposo) arriva a casa della sposa o nel luogo in cui sarà celebrato il matrimonio. Il Baraat in genere comprende balli gioiosi ed è costituito dai membri della famiglia, dai parenti e dagli amici dello sposo. Al loro arrivo, vi è un rito in cui vengono presentate, vicendevolmente, le persone chiave da parte dello sposo e da quella della sposa. La presentazione è di solito seguita dal Jai mala (scambio di una ghirlanda tra la sposa e lo sposo) e vengono serviti cibi e bevande.
Molti altri riti e cerimonie si trovano a volte nei matrimoni indù, come ad esempio madhuparka, vivaha-homa, agni-parinayana, asmarohana, laja homa, abhishek, anna-prashashan e aashir-vadah. Tutte queste cerimonie si fanno nel luogo in cui si celebra il matrimonio, tipicamente nei pressi della casa della sposa. Questi rituali aggiuntivi prevedono la partecipazione dei fratelli, sorelle, parenti materni e paterni, tutori o amici della sposa.
In alcune parti dell'India, come il Gujarat e nel nord dell'India, viene eseguito un rituale laja homa chiamato mangal pherā, nel quale la coppia farà quattro giri intorno fuoco sacro. Segue hasta milap (congiungimento delle mani della coppia), che precede il Saptpadi. I primi tre giri sono guidati dallo sposo e rappresentano tre dei quattro scopi della vita, ritenuti importanti tra gli indù - Dharma, Artha e Kama. Il quarto giro è guidato dalla sposa e rappresenta il quarto scopo della vita - il Moksha. Dopo il Saptapadi, quando vengono recitati alcuni inni, lo sposo esegue il rituale māņg sindur nel quale segna con zafferano o polvere di colore rosso la separazione in due parti dei capelli della moglie. Invece del giro intorno al fuoco e di altri passi, i rituali e le cerimonie possono essere eseguiti simbolicamente, come ad esempio fare un passo su piccoli cumuli di riso o gettare cereali nel fuoco.
Alcuni rituali prevedono l'utilizzo di riso, altri cereali e semi. In queste cerimonie, il riso viene gettato sulla sposa, sullo sposo oppure calciano un recipiente contenente il grano. I rituali includono il darshan, quando la coppia appena sposata si incontra, viene benedetta e salutata da familiari e amici della sposa e dello sposo.
Dopo la conclusione del matrimonio, la sposa lascia la casa paterna per recarsi a quella dello sposo, dove i membri della famiglia dello sposo accolgono la coppia appena sposata in un rituale noto come Grihapravesa (ritorno a casa/ingresso). Questa cerimonia, in genere, richiede la partecipazione della madre, del padre, dei fratelli e sorelle o di altri tutori dello sposo.
La letteratura antica suggerisce che la coppia indù trascorra del tempo assieme, ma ritardi la consumazione del matrimonio per almeno tre notti dopo l'evento. Questo rito, noto come chaturthikarma - letteralmente, rito compiuto il quarto giorno del matrimonio - è stato sostenuto da alcuni studiosi. Il Chaturthikarma è seguito dalla maggior parte delle comunità indiane del sud come possibile base per la validità del matrimonio. Altri studiosi suggeriscono che il Saptapadi e altri rituali di nozze regionali, come la non consumazione, definiscono la validità legale di un matrimonio indù. Lo Hindu Marriage Act del 1955, articolo 7, sancisce quanto sopra. Il Chaturthikarma non è però una pratica comune nelle comunità indù.
Nelle moderne famiglie indù, la coppia va in luna di miele dopo il Grihapravesa.

### Rituali in Nepal

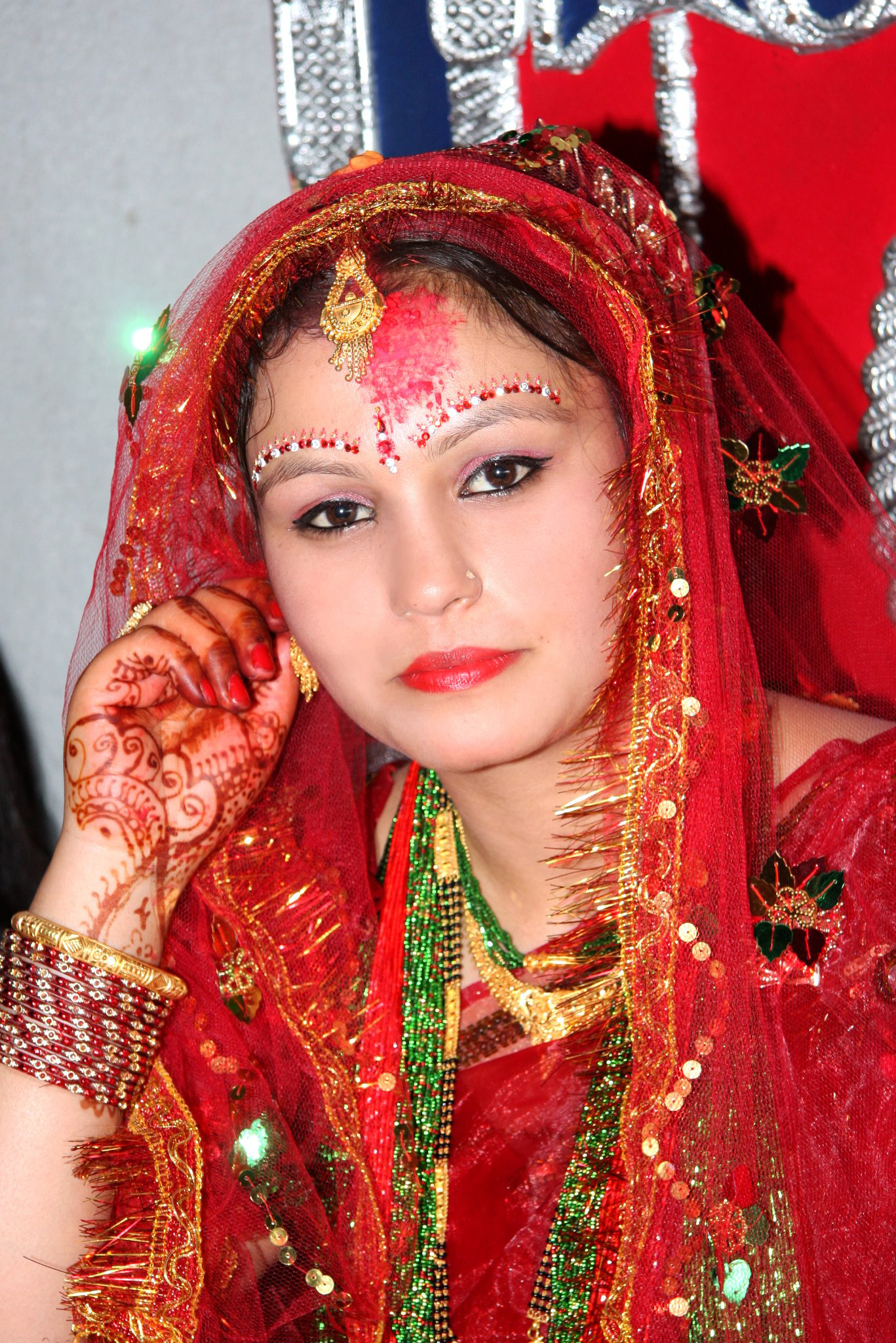
La sposa è abbigliata nel costume tradizionale, nel matrimonio indù, da parte di amiche e familiari, con gioielli e arte del corpo (Mehndi) realizzata con una miscela di henné e curcuma. Sopra una sposa nepalese.

Nella cultura indù del Nepal, i rituali del matrimonio sono fatti da parte dei Chhetri (casta nepalese) in un processo di sedici passi incentrati sulla famiglia. La famiglia è importante durante il rituale del matrimonio, perché è al centro del concetto di maṇḍala; le case dei Chhetri sono considerate mandala domestici e così hanno ruoli come capofamiglia. L'atto di matrimonio porta uomini e donne ad assumere il ruolo di padrone di casa. Il matrimonio è il rito più importante del passaggio per il Chhetri ed è uno dei più importanti della vita. Le donne vanno dalle loro case a quella dello sposo dopo il matrimonio. La cerimonia è realizzata in un modo preciso e attento, per non portare sfortuna alle famiglie della sposa e dello sposo; certe tradizioni, per esempio nessuno deve vedere il volto della sposa fino alla fine, sono seguite al fine di garantire la prosperità futura. Prima della cerimonia del matrimonio, non vi è alcuna parentela tra le famiglie della sposa e quella dello sposo e la sposa deve essere vergine. La cerimonia del matrimonio è costituita da una serie di riti che vengono eseguiti in un periodo di due giorni tra le case della sposa e dello sposo. All'interno di ogni casa l'area racchiusa nel cortile (jagya) e la cucina sono quelle più usate; il jagya e la cucina sono considerate le parti più importanti della struttura mandala domestica perché è dove viene preparato e consumato il riso (una parte importante della cultura dei Chhetri). Al termine della cerimonia avviene l'istituzione del ruolo di moglie e marito in casa del marito.
La prima fase della cerimonia del matrimonio si chiama Purbanga. Nella cucina delle loro case, la sposa e lo sposo adorano le sette dee madri per rendere omaggio ai loro antenati e chiedere la pace. Nella seconda, terza e quarta fase, lo sposo è poi benedetto dalla madre e viene portato al di fuori della sua jagya dove il padre e la processione (Janti) lo accompagnano a portare doni nella casa della sposa in una cerimonia chiamata dulähä anmäune. Nella quinta fase, mentre lo sposo attende nei pressi della casa della sposa, doni, vestiti e cibo vengono posizionati intorno al jagya; il padre della sposa poi segna con pasta rossa la fronte dello sposo ad indicare che non è più un estraneo alla sua famiglia. La sesta fase è l'esecuzione del Barani o accoglienza dello sposo e della sua Janti mentre entrano nello jagya. Il padre purifica il corpo dello sposo con panchämrit (nettare dei cinque liquidi puri). Viene poi tenuta una piccola festa per lo sposo, prima di continuare con le fasi successive del matrimonio.
Dopo la piccola festa, avviene il matrimonio per la sposa. La settima fase si svolge nella cucina della sposa dove ha inizio la fase di kanya dan; i genitori della sposa danno la loro figlia in sposa al suo sposo consentendo in tal modo che essa possa essere una parte della famiglia dello sposo rendendo così secondaria quella del padre. Dopo essersi lavati i piedi e vestiti di rosso, nell'ottava fase, gli sposi si siedono accanto nel jagya. Essi svolgono riti post-matrimonio come fare offerte sacrificali al fuoco nel centro della jagya. Durante questi riti la sposa e lo sposo eseguono operazioni come l'immissione di polvere rossa nei capelli della sposa e la sposa mangia cibo avanzato dello sposo e alla fine l'ormai marito dà alla moglie un nome proprio con il quale verrà chiamata.
Dopo la cerimonia post-matrimoniale, la coppia di sposi esce dalla casa della sposa. Nella nona fase, il marito e la moglie tornano nella cucina della moglie ad adorare i loro antenati e le sette dee madri. Nella decima, undicesima e dodicesima fase, la coppia lascia la casa della moglie e a lei viene data una ghirlanda dai suoi genitori; la moglie e il marito entrano nella jagya e poi sono scortati a cavallo con dei palanchini per tornare alla casa del marito. La tredicesima fase prevede che una volta che siano entrati nella jagya dello sposo, le sue sorelle vergini accolgano la moglie in una cerimonia chiamata arti syäl. Esse tolgono il velo alla sposa e l'adornano con ghirlande di fiori e la cospargono di riso soffiato (un segno di prosperità). La quattordicesima fase viene completata quando la sposa promette dei regali alle sorelle dello sposo e passa quindi alla quindicesima fase dove sale su mucchi di riso in un percorso verso la cucina. La fase finale è costituita da una serie di riti, il primo dei quali è l'adorazione degli antenati e delle divinità del marito, da parte della sposa che dimostra poi le sue abilità nella gestione del riso, alla madre e alle sorelle del marito, quindi le vengono intrecciati i capelli. Infine, la madre toglie il velo alla sposa, ancora una volta, davanti al marito in una cerimonia chiamata khutta dhog e la sposa si pone i piedi della madre sulla fronte ponendo così fine alla cerimonia del matrimonio.

## Matrimonio e vita coniugale nell'induismo
Mentre esistono molti rituali nell'induismo, come quelli della nascita e della scomparsa di persone care, il matrimonio indù è il rito individuale più importante ed esteso che un adulto indù possa avere nella sua vita. Le tipiche famiglie indù spendono notevoli risorse finanziarie per preparare e celebrare i matrimoni.
Economia
Nel 2008, il mercato dei matrimoni indiani è stato stimato in $ 31 miliardi l'anno, e più dell'80% di questi soldi era investito nei matrimoni indù. La spesa media era di US$ 3.000 per matrimonio. Altri $ 30 miliardi all'anno vengono spesi per l'acquisto di gioielleria in India, with jewelry for weddings being the predominant market. In a nation with per capita annual income of $1,500, e i matrimoni hanno la parte maggiore.
Diritto
In India, dove vivono la maggior parte degli induisti, le leggi relative al matrimonio differiscono da quelle religiose. Secondo lo Hindu Marriage Act del 1955, approvato dal Parlamento dell'India, a tutti gli effetti di legge, tutti gli indù di ogni casta, credo o setta, sikh, buddisti e giainisti sono considerati indù e possono unirsi in matrimoni misti. Secondo lo Special Marriage Act, 1954, un indù può sposare una persona non indù, utilizzando qualsiasi cerimonia a condizione che le condizioni legali specificate siano soddisfatte. Secondo la sezione 7 del Hindu Marriage Act e la tradizione, nessun matrimonio indù è vincolante e completo prima della settima fase del rito Saptapadi in presenza del fuoco, della sposa e dello sposo insieme. In alcuni casi, come nei matrimoni nell'India meridionale, ciò non è richiesto.
Vita coniugale
Un saggio vedico ha sottolineato che la base della vita coniugale felice e appagante è il senso di unità, l'intimità e l'amore tra marito e moglie sia fisicamente, che mentalmente e spiritualmente. Quindi la moglie è considerata Ardhangani del marito come da tradizione indù. Il matrimonio è considerato una responsabilità sociale e spirituale per tutta la vita. La vita matrimoniale è considerata un'opportunità per due persone di crescere come compagni nella vita come anime gemelle.